# ایجی تسوبورایا

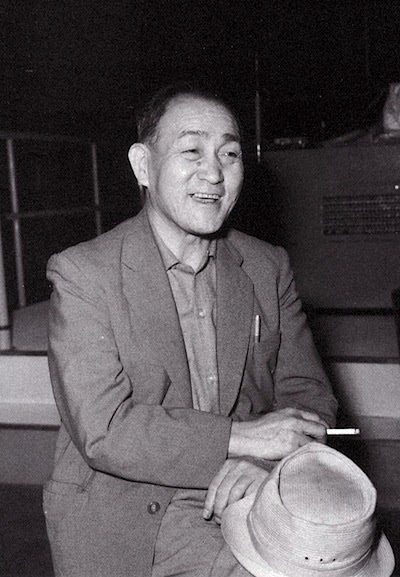
ایجی تسوبورایا مدیر جلوه‌های ویژه و کارگردان اهل ژاپن

ایجی تسوبورایا (انگلیسی: Eiji Tsuburaya؛ ۷ ژوئیهٔ ۱۹۰۱ – ۲۵ ژانویهٔ ۱۹۷۰) یک مدیر جلوه‌های ویژه و کارگردان اهل ژاپن بود. وی مسئولیت جلوه‌های ویژه سینمایی بسیاری از فیلمهای علمی تخیلی ژاپنی را بر عهده داشت. او یکی از خالقان مجموعه فیلم‌های گودزیلا به شمار می‌رود.